# Вільма Неруда-Норман
Вільгельміна Марія Франциска Неруда (нім. Wilma Neruda-Norman, нім. Wilhelmina Maria Franziska Neruda, у другому шлюбі найчастіше просто Леді Галле, англ. Lady Hallé; 21 березня 1839, Брно — 15 квітня 1911, Берлін) — австрійська скрипалька чеського походження. 

## Біографія
Дочка міського органіста Йозефа Неруди, сестра Алоїса і Франца Ксавера Неруди. 
Учениця свого батька, потім займалася у Відні у Леопольда Янси. З семирічного віку виступала з концертами, часто в супроводі своєї старшої сестри Амалії, піаністки, або в складі сімейного квартету (друга скрипка — сестра Марія, віолончель — брат Віктор, а потім брат Франц, альт — батько, Йозеф Неруда). У 1849 році гастролювала в Російській імперії.
У 1864 році стала дружиною Людвіга Нормана, композитора і диригента Стокгольмської опери, і деякий час чергувала гастрольну діяльність з викладанням у Шведській Королівській академії музики.
Після смерті чоловіка в 1885 році, через три роки одружилася з піаністом і диригентом сером Чарльзом Галле. Разом з другим чоловіком концертувала по всьому світу, включаючи Австралію (1890) і Південну Африку (1895), де один з виступів подружжя Галле, в Пітермаріцбурзі, в збірному концерті з Крейцеровою сонатою Бетховена мав такий успіх, що організатори оголосили про скасування решти програми. У 1898, вже після смерті чоловіка, Вільгельміна Галле зробила свою єдину гастрольну поїздку в США, а потім оселилася в Берліні, де в 1900—1902 рр. викладала в Консерваторії Штерна.
Серед присвячених Вільгельміні Неруді творів — скрипковий концерт Op. 56 і третя скрипкова соната Op. 59 Нільса Гаде, другий зошит «Іспанських танців» Пабло Сарасате, Концерт для скрипки з оркестром № 6 Op. 47 Анрі В'єтана.